# Vijftien en een ½
Vijftien en een ½ is een Nederlandse stripreeks van Andrea Kruis. 
Deze strip gaat over de tieners Fransje en Marie. Beiden zijn vijftien en een half jaar oud. De strip verscheen in de jaren negentig in het weekblad Margriet.

## Albums
Tussen 1992 en 2001 verschenen ook negen albums geschreven en getekend door Kruis. De eerste acht albums werden uitgegeven bij Joop Wiggers. Het negende album verscheen bij uitgeverij Silvester. De albums hebben alle als ondertitel Het plakboek van Fransje en Marie.